# Dolichochaeta
Dolichochaeta is een geslacht van rechtvleugeligen uit de familie Anostostomatidae. De wetenschappelijke naam van dit geslacht is voor het eerst geldig gepubliceerd in 1863 door Philippi.

## Soorten
Het geslacht Dolichochaeta  is monotypisch en omvat slechts de volgende soort:
- Dolichochaeta longicornis (Philippi, 1863)